# Паксенг

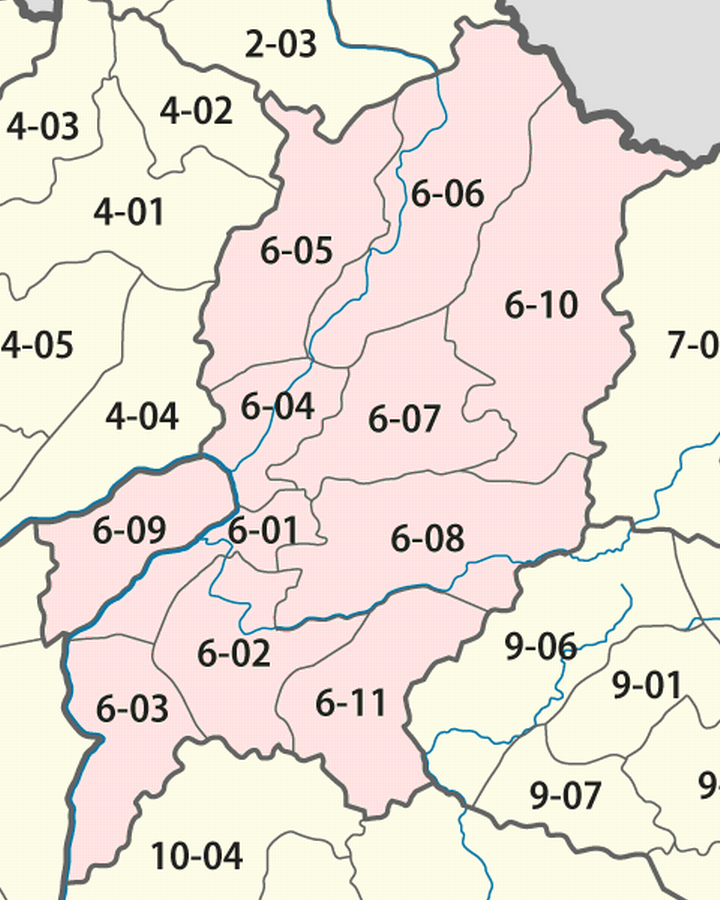
Число 6-07

Паксенг — один з районів (лаос. ເມືອງ муанг) провінції Луанг-Прабанг, Лаос.